# مرسيدس بنز الفئة آر
مرسيدس بنز الفئة آر (بالإنجليزية: Mercedes-Benz R-Class) هي سيارة متعدّدة الاستعمالات من صناعة مرسيدس بنز أنتجت في 2005. أجريت بعض التعديلات على الشكل الخارجي على طراز 2011 حيث أصبحت السيارة تظهر بوضوح من الأمام حيث أصبح غطاء محرك السيارة شبيه بشكل السهم من الحافة الأمامية وأصبح شبك المبرّد أعرض وأعلى وأكثر انحداراً، بينما صُمّم الصادم الأمامي بخطوط أكثر حدة، كما وُزّعت الأضواء الأمامية والمصابيح النهارية التي تعمل بتقنية أل إي دي على جانبيّ الصادم بطريقة توحي بعرض المركبة الزائد.